# Gymnocalycium schroederianum
Gymnocalycium schroederianum es una especie fanerógama perteneciente a la familia de las Cactaceae. 

## Distribución
Es endémica de Argentina y Uruguay. Es una especie común que se ha extendido por todo el mundo.

## Descripción
Es una planta perenne carnosa, globosa con las hojas de color verde armada de espinos  y con las flores de color blanco.

## Taxonomía
Gymnocalycium schroederianum fue descrita por Cornelius Osten y publicado en Anales Museo Nacional Montevideo, ser. 2 5: 60, pl. 49–50. 1941.
Etimología
Gymnocalycium: nombre genérico que deriva del griego,  γυμνός (gymnos) para "desnudo" y κάλυξ ( kalyx ) para "cáliz" = "cáliz desnudo", donde refiere a que los brotes florales no tienen ni pelos ni espinas.
schroederianum epíteto
Sinonimia
- Gymnocalycium hyptiacanthum ssp. schroederianum[3][4]

1. ↑  Kiesling, R., Oakley, L., Duarte, W. & Demaio, P. 2013. [ Gymnocalycium schroederianum]. The IUCN Red List of Threatened Species. Version 2014.3.  Downloaded on 23 May 2015.
2. ↑  «Gymnocalycium schroederianum». Tropicos.org. Missouri Botanical Garden. Consultado el 13 de junio de 2013.
3. ↑  Sinónimos en Desert Tropical Archivado el 5 de marzo de 2009 en Wayback Machine.
4. ↑  Gymnocalycium schroederianum en PlantList